# Йосімото Банана
Махото Йошімото (яп. 吉本 真秀子), відома як Йошімото Банана (яп. 吉本 ばなな; нар. 24 липня 1964 року) — японська письменниця (роман, новела, есеї). З 2002 року вона використовує для написання свого імені хіраґану (яп. よしもと ばなな).

## Біографія
Народилась у Токіо. Її батько, Йосімото Такаакі, поет та критик. Її сестра, Харуно Йоіко, є відомою манґакою у Японії.
Йошімото закінчила коледж мистецтв Університету Ніхон за спеціяльністю «Література». Саме під час навчання вона взяла псевдонім «Банана» через любов до бананових квітів, вважаючи псевдонім «прикольним» та «свідомо андрогінним».
Йошімото Банана не любить розповідати про приватне життя, тому мало що відомо про її родину. Відомо, що вона одружена з практиком системи «рольфінг» Хіройоші Тахата і що має сина.
Як розповідає Банана, вона кожного дня витрачає лише пів години на письменницьку діяльність та каже, що «почувається винною через те, що пише свої твори лише майже для насолоди». Вона веде блог для англомовних шанувальників.

## Письменницька діяльність
У 1987 році Банана почала власну письменницьку кар'єру, працюючи офіціянткою у ресторані гольф-клубу. Пізніше зазначала, що найбільший вплив на її творчість справив американський письменник Стівен Кінг, з творів якого (проте не з творів серії жахів) вона черпала наснагу. З продовженням її письменницького шляху вона все більше відчувала вплив праць Трумана Капоте та Ісаака Башевіса Зінгера.
Дебютна робота, роман «Кухня» (1988), перевидавалася 60 разів лише в Японії. На її основі знято дві стрічки: японська телеадаптація роману та більше відома китайська адаптація «Кухня» (кит.: «我愛廚房»), продюсована режисером Хо Йімом в 1997 році. У листопаді 1987 року за цей твір Банана отримала літературну премію Кайєн для молодих письменників, у 1998 році «Кухня» номінована на літературну премію імені Мішіми Юкіо, а у 1999 році Банана Йошімото отримала рекомендаційну премію від Міністерства Освіти як найкраща молода мисткиня. 
Також у січні 1998 року письменниця отримала літературну премію імені Кьо: кі Ідзумі за роман «Тінь місячного світла», який включався в більшість видань роману «Кухня».

## Видання
Її роботи включають 12 романів та 7 збірок есеїв (в які входять Ананасовий пудинг та Пісня від Банани), що разом були продані в розмірі шести мільйонів примірників по всьому світі. Головні теми її творів — кохання та дружба, сила родини та домашнього вогнища, вплив втрати на людський дух.
У 1998 році Банана надала передмову до італійського видання книги Ryuichi Sakamoto. Conversazioni, написану музикознавцем Массімо Мілано.
У 2013 році для жіночого журналу «Анан» (яп. アンアン) Йосімото Банана написала роман, що публікувався по частинах, — «Може нам закохатись?»  (яп. 僕たち、恋愛しようか?), де головним героєм виступає корейський співак та актор Лі Син Ґі. Це був її перший із любовних романів, де центральною постаттю твору був корейський співак.